# ボクシング世界王者一覧
ボクシング世界王者一覧（ボクシングせかいおうじゃいちらん）は、プロボクシングの試合で世界タイトルを獲得した選手の一覧（一部の掲載にとどまる）。
現役王者についてはボクシング現王者一覧を参照

## ヘビー級
- ヘンリー・アキンワンデ
- モハメド・アリ
- マイク・ウィーバー
- ティム・ウィザスプーン
- ジェス・ウィラード
- ジョー・ウォルコット
- ジミー・エリス
- プリモ・カルネラ
- ウラジミール・クリチコ
- ビタリ・クリチコ
- クリス・バード
- ゲリー・コーツィー
- ジェームス・J・コーベット
- ジョン・L・サリバン
- コーリー・サンダース
- ジャック・シャーキー
- ロイ・ジョーンズ・ジュニア
- ジャック・ジョンソン
- マイケル・スピンクス
- レオン・スピンクス
- ジェームス・スミス
- ブルース・セルドン
- マイク・タイソン
- ジェームス・ダグラス
- トニー・タッカー
- トニー・タッブス
- ジーン・タニー
- フランチェスコ・ダミアニ
- イザード・チャールズ
- ジョン・テート
- アーニー・テレル
- ジャック・デンプシー
- マイケル・ドークス
- ピンクロン・トーマス
- ケン・ノートン
- マービン・ハート
- マックス・シュメリング
- トレバー・バービック
- トミー・バーンズ
- ハービー・ハイド
- フロイド・パターソン
- ボブ・フィッシモンズ
- ジョージ・フォアマン
- ジェームス・J・ブラドック
- フランク・ブルーノ
- ジョー・フレージャー
- マックス・ベア
- グレグ・ペイジ
- マイケル・ベント
- ラリー・ホームズ
- リディック・ボウ
- フランソワ・ボタ
- イベンダー・ホリフィールド
- レイ・マーサー
- オリバー・マッコール
- ロッキー・マルシアノ
- マイケル・モーラー
- トミー・モリソン
- インゲマル・ヨハンソン
- ハシーム・ラクマン
- ソニー・リストン
- ジョー・ルイス
- ジョン・ルイス
- レノックス・ルイス
- ニコライ・ワルーエフ

## クルーザー級
- な
- ジョニー・ネルソン（WBO）
- イベンダー・ホリフィールド（WBA、WBC、IBF）
- ジェームス・トニー（IBF）

## ライトヘビー級
- トーマス・ハーンズ
- ダリウス・ミハエルゾウスキー
- マイケル・スピンクス
- マイケル・モーラー
- ロイ・ジョーンズ・ジュニア
- ボブ・フォスター
- バーナード・ホプキンス

## スーパーミドル級
- トーマス・ハーンズ
- ジェームス・トニー
- ロイ・ジョーンズ・ジュニア
- スベン・オットケ
- ジェフ・レイシー
- ジョー・カルザゲ
- マルクス・バイエル
- ミッケル・ケスラー
- アルツール・アブラハム

## ミドル級
- シュガー・レイ・ロビンソン
- カルロス・モンソン
- マービン・ハグラー（WBA、WBC、IBF）
- バーナード・ホプキンス（IBF、WBC、WBA、WBO）
- 竹原慎二（WBA）
- ウィリアム・ジョッピー（WBA）
- フェリックス・トリニダード（WBA）
- トーマス・ハーンズ（WBC）
- ロベルト・デュラン（WBC）
- ジェームス・トニー（IBF）
- ロイ・ジョーンズ・ジュニア（IBF）
- ジェラルド・マクレラン（WBO、WBC）
- ジャーメイン・テイラー（WBA、WBC、IBF、WBO）
- アルツール・アブラハム（IBF）
- フェリックス・シュトルム（WBO、WBA、IBF）
- セルヒオ・マルチネス（WBC、WBO）
- ゲンナジー・ゴロフキン（WBA）

## スーパーウェルター級（ジュニアミドル級）
- ジャンフランコ・ロッシ（WBC、IBF）
- 輪島功一（WBC、WBA）
- トーマス・ハーンズ（WBC）
- 工藤政志（WBA）
- 三原正（WBA）
- ロベルト・デュラン（WBA）
- テリー・ノリス（WBC、IBF）
- フェリックス・トリニダード（WBA、IBF）
- オスカー・デラ・ホーヤ（WBC、WBA）
- フロイド・メイウェザー・ジュニア（WBC、WBA）
- マニー・パッキャオ（WBC）
- 石田順裕（WBA暫定)
- ミゲール・コット（WBA）

## ウェルター級
- ヘンリー・アームストロング
- シュガー・レイ・ロビンソン
- シュガー・レイ・レナード（WBC、WBA）
- トーマス・ハーンズ（WBA）
- ロベルト・デュラン（WBC）
- オスカー・デ・ラ・ホーヤ（WBC）
- フェリックス・トリニダード（IBF、WBC）
- アイク・クォーティ（WBA）
- フロイド・メイウェザー・ジュニア（IBF、WBC、WBA）
- ミゲール・コット（WBA、WBO）
- マニー・パッキャオ（WBO）

## スーパーライト級（ジュニアウェルター級）
- 藤猛
- アーロン・プライアー（WBA、IBF）
- 浜田剛史（WBC）
- 平仲明信（WBA）
- レネ・アルレドンド（WBC）
- フリオ・セサール・チャベス（WBC、IBF）
- コンスタンチン・チュー（WBA、WBC、IBF）
- ザブ・ジュダー（IBF、WBO）
- リッキー・ハットン（WBA、IBF）
- ミゲール・コット（WBO）
- フロイド・メイウェザー・ジュニア（WBC）
- ダニー・ガルシア（WBC、WBA）
- ファン・マヌエル・マルケス（WBO）

## ライト級
- ロベルト・デュラン（WBA、WBC）
- アレクシス・アルゲリョ（WBC）
- アセリノ・フレイタス（WBO）
- アルツール・グレゴリアン（WBO）
- ガッツ石松（WBC）
- オルズベック・ナザロフ（WBA）
- 畑山隆則（WBA）
- 小堀佑介（WBA）
- ミゲル・アンヘル・ゴンザレス（WBC）
- ラクバ・シン（WBA）
- フリオ・セサール・チャベス（WBA、WBC）
- ディエゴ・コラレス（WBO、WBC）
- フロイド・メイウェザー・ジュニア（WBC）
- マニー・パッキャオ（WBC）
- ファン・マヌエル・マルケス（WBO、WBA）

## スーパーフェザー級（ジュニアライト級）
- ブライアン・ミッチェル（WBA、IBF）
- 沼田義明
- 小林弘
- 柴田国明（WBA、WBC）
- ベン・ビラフロア（WBA）
- 上原康恒（WBA）
- アルフレッド・エスカレラ（WBC）
- アレクシス・アルゲリョ（WBC）
- フリオ・セサール・チャベス（WBC）
- フロイド・メイウェザー・ジュニア（WBC）
- ディエゴ・コラレス（IBF）
- 畑山隆則（WBA）
- エリック・モラレス（WBC、IBF）
- マルコ・アントニオ・バレラ（WBC、IBF）
- ファン・マヌエル・マルケス（WBC）
- マニー・パッキャオ（WBC）
- 内山高志（WBA）
- 粟生隆寛（WBC）
- 三浦隆司（WBC）

## フェザー級
- サルバドル・サンチェス（WBC）
- エウセビオ・ペドロサ（WBA）
- ナジーム・ハメド（WBC、IBF、WBO）
- マルコ・アントニオ・バレラ（WBC）
- 西城正三（WBA）
- ルイシト・エスピノサ（ルイシト小泉）（WBC）
- アレクシス・アルゲリョ（WBA）
- 柴田国明（WBC）
- 越本隆志（WBC）
- エリック・モラレス（WBC）
- ファン・マヌエル・マルケス（IBF、WBA、WBO）
- クリス・ジョン（WBA）
- 粟生隆寛（WBC）
- 長谷川穂積（WBC）

## スーパーバンタム級（ジュニアフェザー級）
- ロイヤル小林（WBC）
- 畑中清詞（WBC）
- 佐藤修（WBA）
- ウイルフレド・ゴメス（WBC）
- ルペ・ピントール（WBC）
- マニー・パッキャオ（IBF）
- エリック・モラレス（WBC）
- 西岡利晃（WBC）

## バンタム級
- オルランド・カニザレス（IBF）
- 新垣諭（IBF）
- ウィラポン・ナコンルアンプロモーション（WBC）
- ファイティング原田
- 六車卓也（WBA）
- 辰吉丈一郎（WBC）
- 薬師寺保栄（WBC）
- 戸高秀樹（WBA暫定）
- ルペ・ピントール（WBC）
- 長谷川穂積（WBC）
- 山中慎介（WBC）

## スーパーフライ級（ジュニアバンタム級）
- カオサイ・ギャラクシー（WBA）
- セレス小林（WBA）
- 徳山昌守（WBC）
- 川嶋勝重（WBC）
- 飯田覚士（WBA）
- 戸高秀樹（WBA）
- 鬼塚勝也（WBA）
- 川島郭志（WBC）
- 渡辺二郎（WBA、WBC）
- 名城信男（WBA）
- 河野公平（WBA）

## フライ級
- ミゲル・カント（WBC）
- 白井義男
- ファイティング原田
- 海老原博幸
- 大場政夫（WBA）
- 大熊正二（小熊正二、WBC）
- 花形進（WBA）
- 小林光二（WBC）
- レパード玉熊（WBA）
- 勇利アルバチャコフ（WBC）
- ダド・マリノ
- ベルクレック・チャルバンチャイ（WBA）
- マニー・パッキャオ（WBC）
- ポンサクレック・ウォンジョンカム（WBC）
- 内藤大助（WBC）
- 坂田健史（WBA）
- 八重樫東（WBC）

## ライトフライ級（ジュニアフライ級）
- 柳明佑（WBA）
- 具志堅用高（WBA）
- 中島成雄（WBC）
- 渡嘉敷勝男（WBA）
- 友利正（WBC）
- 井岡弘樹（WBA）
- 山口圭司（WBA）
- 亀田興毅（WBA）
- 井岡一翔（WBA）
- 井上尚弥（WBC）

## ミニマム級（ストロー級）
- 星野敬太郎（WBA）
- リカルド・ロペス（WBC、WBA、WBO）
- 井岡弘樹（WBC）
- 大橋秀行（WBC、WBA）
- 新井田豊（WBA）
- イーグル・デーン・ジュンラパン（旧名・イーグル赤倉、イーグル京和）（WBC）
- 高山勝成（WBC）
- レオ・ガメス（WBA）
- 八重樫東（WBA）
- 井岡一翔（WBC、WBA）